# Psammoecus stultus
Psammoecus stultus es una especie de coleóptero de la familia Silvanidae.

## Distribución geográfica
Habita en Taiwán (China).